# Luis Maho
Luis José Maho Sicacha fue un abogado y político ecuatoguineano.

## Biografía
Nació en Riaba y pertenecía a la etnia bubi. Era hermano del médico Elías Maho. Estudió Derecho en Barcelona (España). De regreso a la Guinea Española en 1960, y a causa de su activismo a favor de la independencia, se exilió en Gabón y Camerún. Desde 1956 militaba en la Cruzada Nacional de Liberación de Guinea Ecuatorial.
En 1963, se unió al Movimiento Pro-Independencia de Guinea Ecuatorial (MPIGE) fundado por Pastor Torao Sikara. Luego pasó al Movimiento Nacional de Liberación de Guinea Ecuatorial (MONALIGE) y posteriormente a la Idea Popular de Guinea Ecuatorial (IPGE).
A principios de 1964, se trasladó al Movimiento de Unión Nacional de Guinea Ecuatorial (MUNGE) y en mayo de 1964 asumió como Consejero de Información y Turismo en el Gobierno Autónomo de Bonifacio Ondó Edu, siendo el único Consejero que contaba con un título universitario. Fue recibido en audiencia por Francisco Franco en junio de 1964, como parte de una delegación dirigida por Ondo Edu.
Participó en la Conferencia Constitucional de Guinea Ecuatorial de 1967-1968, mostrándose a favor de la separación de Fernando Poo y Río Muni.
Ahora miembro de la Union Bubi, no postuló a ningún cargo en las elecciones generales de 1968, pero en octubre de ese año se convirtió en presidente de la Corte Suprema. Durante el régimen de Francisco Macías cayó en desgracia y fue encarcelado. Tras el Golpe de la Libertad liderado por Teodoro Obiang Nguema, Maho fue relator en el juicio de Macías. Fue uno de los pocos sobrevivientes de la Conferencia Constitucional, ya que la mayoría de los integrantes de la delegación guineana habían sido asesinados durante el régimen de Macías.
Posteriormente siguió una carrera como magistrado bajo el régimen de Obiang Nguema, hasta 1982 cuando fue destituido como juez.
Actualmente se encuentra fallecido, desconociéndose la fecha exacta de su deceso. Según la oposición en el exilio a Teodoro Obiang, Maho fue asesinado tras caer en desgracia. Sin embargo, la versión oficial dice que murió debido a una enfermedad.